# 山下貴之
山下 貴之（やました たかゆき、1985年5月11日 - ）は、地方競馬の船橋競馬場所属の調教師、元騎手。地方競馬教養センター騎手課程第79期生。

## 来歴
2004年3月31日付けで地方競馬騎手免許を取得。同年4月13日第1回船橋競馬1日目第5競走C3五組条件戦ムースタンで初騎乗（11頭立て7番人気5着）。同年5月10日第2回船橋競馬2日目第7競走3歳条件戦（128万円以上171万円以下）をグローリーウイナーで優勝（9頭立て1番人気）し、初勝利。
2010年1月18日から3月7日までの予定で高知競馬場で期間限定騎乗を行う。高知競馬での所属は雑賀正光厩舎。
2014年9月7日までは川島正行厩舎に所属していたが、同調教師の逝去に伴い、暫定的に川島正一厩舎に所属変更となった。10月11日から正式に川島正一厩舎へ所属。
2015年4月1日付けで調教師に転身した。騎手としての通算成績は地方競馬671戦19勝。
2015年11月10日に管理馬が初出走、同年12月9日に調教師として初勝利を飾る。2020年6月17日に行われた京成盃グランドマイラーズをカジノフォンテンが勝利して重賞初勝利。さらに2021年1月27日にカジノフォンテンで川崎記念を勝ち、GI・JpnI競走初勝利を飾った。

## 主な管理馬

### グレード制重賞優勝
太字はGI・JpnI競走、*は地方限定格付の競走を示す
- カジノフォンテン（2020年・2021年*京成盃グランドマイラーズ、2020年*勝島王冠、2021年川崎記念、かしわ記念）[8]
- フィールドセンス（2022年*スパーキングサマーカップ、日本テレビ盃）[8]

### 地方重賞優勝
- アールロッソ（2022年しらさぎ賞）[8]
- アトミックフォース（2022年せきれい賞、2022年・2023年OROカップ連覇）[8]
- サーフズアップ（2023年ユングフラウ賞、東京プリンセス賞）[8]